# Halvor Møgster
Halvor Olai Larsen Møgster (* 21. Dezember 1875 in Austevoll; † 22. Februar 1950 ebenda) war ein norwegischer Segler.

## Erfolge
Halvor Møgster, der für den Bergens Seilforening segelte, wurde 1920 in Antwerpen bei den Olympischen Spielen in der 12-Meter-Klasse nach der International Rule von 1907 Olympiasieger. Er war Crewmitglied der Atlanta, die als einziges Boot seiner Klasse teilnahm. Der Atlanta genügte mangels Konkurrenz in zwei Wettfahrten jeweils das Erreichen des Ziels zum Gewinn der Goldmedaille. Zur Crew gehörten zudem die Brüder Halvor und Rasmus Birkeland, Lauritz Christiansen, Hans Næss und die Brüder Ole, Jan, Kristian und Henrik Østervold. Letzterer war Besitzer und Skipper der Atlanta.